# Reconquête espagnole de la Nouvelle-Grenade
Batailles
m
- Carthagène des Indes
- Cachirí
- Cuchilla del Tambo
- La Plata
- Régime de terreur

La reconquête espagnole de la Nouvelle-Grenade de 1815–1816 est un épisode de la guerre d'indépendance de la Colombie. Peu après la fin des guerres napoléoniennes en Europe, Ferdinand VII, tout juste de retour sur le trône d'Espagne, décide de l'envoi de troupes afin de reprendre la majorité des colonies sud-américaines, qui avaient créé des juntes autonomes ainsi que des États indépendants.

## Contexte

### Situation en Espagne
De 1808 à 1814, l'Espagne est en guerre avec la France de l'empereur Napoléon Ier. La nomination de Joseph Bonaparte sur le trône provoque le chaos, dont les colonies espagnoles d'Amérique profitent pour s'émanciper. Aidée par l'Angleterre, l'Espagne parvient cependant à reprendre le dessus sur l'armée napoléonienne, celle-ci étant par ailleurs empêtrée dans une désastreuse campagne de Russie.
En quelques semaines, de mai à juillet 1813, Joseph Bonaparte, et l’armée française reculent jusqu’aux Pyrénées. Napoléon comprend sa défaite et accepte, par le traité de Valençay, le retour de l’ancien roi d’Espagne, Ferdinand VII, dans son royaume. Début 1814, la Catalogne est reconquise par les Espagnols. La guerre d’Espagne s’achève.
Sitôt de retour au pouvoir, Ferdinand VII entreprend de reconquérir les colonies espagnoles qui ont fait sécession. En 1815, l'Espagne envoie le plus grand corps expéditionnaire jamais envoyé à l'époque aux Amériques. Le colonel Pablo Morillo, un vétéran de la lutte espagnole contre les Français, est choisi pour la commander. L'ensemble des forces équivaut environ à 10 000 hommes et 60 bateaux. À l'origine, ils devaient marcher sur Montevideo, dans la Vice-royauté du Río de la Plata, mais il est rapidement décidé d'envoyer ces troupes dans la Vice-royauté de Nouvelle-Grenade (de nos jours la Colombie, l'Équateur, le Panama) et la Capitainerie générale du Venezuela (actuel Venezuela).

### Situation en Nouvelle-Grenade
En 1815, la situation est tendue en Nouvelle-Grenade entre deux visions idéologiques inconciliables. Certains veulent faire du pays nouvellement indépendant un État centralisé tandis que d'autres préfèreraient un État fédéral. Deux guerres civiles, en 1812 et en 1814, seront nécessaires pour que l'État libre de Cundinamarca, dirigé par Antonio Nariño, rejoigne les Provinces-Unies de Nouvelle-Grenade, la fédération qu'ont constitué, en 1811, les autres provinces néo-grenadines sécessionnistes. Un facteur significatif de la désunion est le refus des représentants du Royaume-Uni et des États-Unis de reconnaître ces pays et d'apporter une aide économique et militaire pour résister efficacement aux forces de Morillo. De plus, les provinces elles-mêmes ne se fournissent pas les unes aux autres l'aide nécessaire.
Le sud du pays, ainsi que la ville caribéenne de Santa Marta, restent aux mains des royalistes. La campagne dans le sud que mène Antonio Nariño entre décembre 1813 et mai 1814 s'achève par une déroute des indépendantistes et la capture de Nariño tandis que l'année suivante, lorsque Simón Bolívar, qui a forcé Cundinamarca à rejoindre la fédération, demande l'aide de Carthagène des Indes pour prendre Santa Marta, il essuie un refus et se voit contraint de faire le siège de la ville pendant un mois et demi. Informé de l'arrivée de Pablo Morillo au Venezuela et attaqué par les royalistes à Santa Marta, Bolívar renonce et s'embarque le 9 mai 1815 pour la Jamaïque.

## Le corps expéditionnaire et la campagne
Quittant le port de Cadix le 17 février 1815, le corps expéditionnaire espagnol de Pablo Morillo initialement touché terre le 3 avril 1815 à Puerto Santo, près de Carúpano, à l'est du Venezuela, et avoir rencontré le général Francisco Tomás Morales (es). Morillo réembarque avec 3 000 hommes pour jeter l'ancre le 7 avril à Pampatar, dans l'île Margarita, où aucune résistance n'est rencontrée. Après avoir quitté l'île, les troupes de Morillo viennent renforcer les forces royalistes déjà présentes sur le territoire vénézuélien, en entrant dans Cumaná, La Guaira et Caracas en mai. À Puerto Cabello une petite partie du corps principal se met en route vers Panamá, tandis que le reste du contingent se dirige vers la ville côtière néo-grenadienne de Santa Marta qui est toujours sous contrôle royaliste.
Après avoir assuré le ravitaillement et reçu le soutien de volontaires à Santa Marta le 23 juillet, le corps expéditionnaire espagnol assiège Carthagène des Indes. Au terme  d'un siège long de cinq mois, la ville fortifiée tombe le 6 décembre 1815.
Au début 1816, Sebastián de la Calzada arrive en Nouvelle-Grenade depuis le Venezuela par les vallées de Cúcuta. Après avoir été battu le 8 janvier lors de la première bataille de Cachirí, il regroupe ses forces et reprend l'offensive, mettant en déroute les troupes de Custodio García Rovira et Francisco de Paula Santander lors de la seconde bataille de Cachirí. Les survivants de l'armée néo-grenadine fuient à travers les Llanos du Casanare et peu après, Calzada occupe Bogota, le 6 mai.
Les indépendantistes, dont la situation devient extrêmement précaire, ne sont en mesure de résister que dans le sud du pays (Popayán et Cali). En mai 1816, le brigadier Juan de Sámano (futur vice-roi de Nouvelle-Grenade) quitte Pasto dans le but de prendre Popayán. Pendant ce temps, les troupes indépendantistes (700 hommes) sont basées à Popayán sous le commandement du général José María Cabal ; celui-ci est remplacé par le lieutenant-colonel Liborio Mejía. Au même moment, José Fernández Madrid donne sa démission de la présidence des Provinces-Unies de Nouvelle-Grenade, et c'est Custodio García Rovira, âgé de seulement 24 ans, qui est élu dictateur. Le commandant des troupes rebelles prend la décision audacieuse d'attaquer les forces royalistes plutôt que de se rendre.
Le 29 juin 1816 les forces royalistes et indépendantistes s'affrontent aux environs d'El Tambo, dans l'actuel département de Cauca au cours de la bataille de la Cuchilla del Tambo. Les troupes espagnoles sont positionnées sur une pente de la cuchilla del Tambo, en hauteur et protégées par une artillerie. Dans le but d'enlever cette position, les troupes indépendantistes luttent âprement pendant 3 heures mais succombent facilement au feu ennemi. Ils sont finalement encerclés et forcés à la reddition, seul Mejía et quelques hommes parvenant à s'enfuir. À la fin des combats, le champ de bataille est jonché de 250 indépendantistes morts, tandis que Sámano fait 300 prisonniers et récupère tout le matériel de guerre des indépendantistes.
Le 1er juillet 1816, l'armée de Sámano prend possession de Popayán, ce qui met fin à l'éphémère République indépendante issue des soulèvements initiés en 1810. La Reconquista est alors achevée, à l'exception de quelques zones dans la Province de Casanare qui demeurent sous le contrôle d'indépendantistes menés par Francisco de Paula Santander.

## Conséquences
Un conseil de guerre permanent est mis en place afin de juger les personnes accusées de trahison et rébellion, provoquant l’exécution de plus d'une centaine de célèbres responsables républicains, notamment Jorge Tadeo Lozano, Francisco José de Caldas et José María Cabal. Les unités de l'armée républicaine de la Nouvelle-Grenade sont incorporées dans l'armée royaliste et envoyées au Pérou.
À la suite des conflits internes dans la Nouvelle-Grenade, Simón Bolívar, qui avait agi sous l'autorité des Provinces Unies, a quitté son commandement le 8 mai 1815, après avoir échoué à mater Carthagène en mars comme représailles pour ne pas lui avoir fourni hommes et armes. Bolívar s'est rendu en Jamaïque puis à Haïti, une petite République qui s'est elle-même libérée de la domination française, où lui et d'autres chefs indépendantistes sont cordialement accueillis. La communauté grandissante en exil reçoit de l'argent, des armes et des volontaires du président haïtien Alexandre Pétion, et reprend la lutte pour l'indépendance dans les frontières lointaines de la Nouvelle Grenade et du Venezuela, où ils établissent des unités de guérilla avec les habitants. Elles constituent la base à partir de laquelle la lutte pour établir les Républiques se propage vers les autres régions d'Amérique du Sud sous contrôle espagnol.

## Personnalités

### Combattants royalistes
- Pablo Morillo
- Juan de Sámano
- Sebastián de la Calzada

### Combattants indépendantistes
- Custodio García Rovira
- Liborio Mejía
- Antonio Nariño
- Policarpa Salavarrieta, née en 1795 à Guaduas, héroïne de la résistance colombienne face à la reconquête espagnole de la Nouvelle-Grenade.